# 黑寡婦 (電影)
《黑寡婦》（英語：Black Widow）是一部2021年上映的美國超級英雄電影，改編自漫威漫畫旗下的超級英雄黑寡婦，本片由漫威影業製作，並由華特迪士尼工作室電影負責發行。本片是「漫威電影宇宙」的第24部電影作品，亦是多重宇宙傳奇中第四階段的首部電影作品。本片由凱特·蕭蘭執導，潔克·薛佛和內德·本森創作故事，艾瑞克·皮爾森編劇，由史嘉蕾·喬韓森擔當執行製片人，凱文·費吉為製片人，並由史嘉蕾·喬韓森、佛蘿倫絲·普伊、大衛·哈伯、O·T·費本勒、歐嘉·柯瑞蘭寇、威廉·赫特、雷·溫斯頓和瑞秋·懷茲主演。本片故事的時間背景設定於2016年電影《美國隊長3：英雄內戰》之後，「黑寡婦」娜塔莎·羅曼諾夫被迫隱藏行跡的同時需要面對過去的經歷。
關於以黑寡婦為主角的電影的開發最早始於2004年4月，當時獅門娛樂聘請了大衛·海特為電影撰寫劇本並擔任導演，但是該項目沒能繼續推進。2006年6月，漫威影業重新取得黑寡婦的影視改編權，啟用史嘉蕾·喬韓森在2010年電影《鋼鐵人2》中出演的黑寡婦。隨後經過數年關於該角色的獨立電影的討論，漫威影業的總裁凱文·費吉與喬韓森均有意開發該項目。2018年，潔克·薛佛和凱特·蕭蘭確定分別擔任影片的編劇和導演。2019年初，漫威聘請內德·本森改寫劇本，並開始選角。本片於5月底在挪威開機，此後在英國、匈牙利布達佩斯、摩洛哥以及美國喬治亞州梅肯和羅馬等地拍攝，同年10月殺青。
《黑寡婦》於2021年6月29日在全球多地舉行首映禮。《黑寡婦》原計劃於2020年5月1日在美國上映，受2019冠狀病毒病疫情影響，美國上映時間第三次被推遲至2021年7月9日，同時在華特迪士尼公司旗下的串流媒體平台Disney+通過Disney+首映許可證的形式與影院同期上線。《黑寡婦》打破疫情之後的多項電影票房紀錄，同時收到多數影評人的好評，包括史嘉蕾·喬韓森和佛蘿倫絲·普伊在內的主要演員的表演和影片中的動作場面受到讚揚。

## 劇情
1995年，娜塔莎·羅曼諾夫和葉蓮娜·貝洛娃被她們的養父母，也就是有「俄羅斯版美國隊長」之稱的「紅色守衛者」亞歷山·索斯達哥夫和前「黑寡婦」梅麗娜·沃斯塔科夫從美國俄亥俄州的家中帶走，並將裝有神盾局資料的磁碟片帶給紅室的首領德雷科夫，而養父母的任務也隨之結束。之後，娜塔莎與葉蓮娜被送進紅室接受進一步的訓練。 
2016年，娜塔莎因違反了蘇科維亞協議而被美國政府通緝。流亡中的娜塔莎於是前往挪威一處安全屋，與線人瑞克·梅森匯合，躲避美國國務卿撒迪厄斯·羅斯的追捕。另一方面，如今仍在為紅室賣命的葉蓮娜奉命暗殺一名前黑寡婦，在執行任務的過程中接觸到一種解毒劑，消除了紅室對她的控制。葉蓮娜將這款解毒劑寄到娜塔莎的庇護所，希望她能回來幫助解救其他的黑寡婦。 
娜塔莎不知道放在後車廂的箱子裡有解毒劑，她開車到市區要買燃料，遭到同樣也在尋找這款解毒劑的模仿大師襲擊。娜塔莎成功躲避模仿大師的追擊，同時發現解毒劑是葉蓮娜送來的。兩人在匈牙利布達佩斯重逢，會面期間出現了其他黑寡婦。在逃跑的過程中，娜塔莎瞭解到紅室仍在運作，而且紅室的領導者德雷科夫將軍仍在世。娜塔莎之前為了加入神盾局，曾將德雷科夫與小女兒安東妮雅連同他們的寓所一同炸掉，一直以為這樣一來兩個人應該沒法活下來，從而完成必須殺死德雷科夫的任務。之後娜塔莎和葉蓮娜成功逃離模仿大師的追擊，與梅森匯合，乘坐直升機離開。
娜塔莎和葉蓮娜幫助亞歷山越獄，希望對方能透露出德雷科夫的位置，對方表明自己並不知道，並讓她們去找梅麗娜，三人前往她現在隱居的一處農場。梅麗娜曾經研發心靈控制術掌控黑寡婦。葉蓮娜說他們雖然不是自己的家人，但自己已經把他們當成家人，而亞歷山和梅麗娜也表示很想當兩個女孩做家人。梅麗娜將他們的位置透露給德雷科夫，德雷科夫的手下抵達，將兩人抓到位於一座空中基地的紅室。
德雷科夫祝賀梅麗娜幫他找到兩人，後卻揭露梅麗娜和娜塔莎使用面罩技術在農場中互換身份，從而自投羅網。娜塔莎意識到模仿大師就是其女兒安東妮雅，安東妮雅在那次爆炸中嚴重受傷，德雷科夫不得不在她的頭裡放了一顆晶元來輔助她，同時把她打造成超級完美的戰士。德雷科夫派安東妮雅去收拾亞歷山和梅麗娜。娜塔莎還發現包括自己在內的所有黑寡婦都被植入了費洛蒙鎖，她無法傷害德雷科夫，德雷科夫則表示自己用控制台就可以掌控全世界的黑寡婦。娜塔莎故意撞斷自己的鼻腔神經，破解費洛蒙鎖的效果，從而攻擊德雷科夫。 
趁亞歷山與安東妮雅激戰，葉蓮娜前去尋找其他前來保護德雷科夫的黑寡婦，梅麗娜將飛船的引擎廢掉。德雷科夫趁其他黑寡婦前來圍毆娜塔莎，藉機逃脫，然而葉蓮娜製造出解毒劑炸彈，將周圍的黑寡婦從心理控制中解救出來。娜塔莎來到控制台，把全世界的其他黑寡婦的位置和資料複製起來，同時飛船開始爆炸解體。亞歷山和梅麗娜乘坐逃生船離開飛船，葉蓮娜擊落德雷科夫的救生船，讓他死在飛船裡。 
娜塔莎給了葉蓮娜一副降落傘，讓她離開，自己則留下來和安東妮雅進行殊死決戰，結果兩人安全落地。娜塔莎對著安東妮雅使用僅剩的解毒劑，將她從奴役中解放出來。其他的黑寡婦陸續抵達，葉蓮娜、亞歷山和梅麗娜與娜塔莎道別，葉蓮娜將自己的背心給她，希望她能睹物思人。一行人帶著恢復正常的安東妮雅離開，娜塔莎則等待羅斯和手下到場。兩個星期後，留著一頭金色中長髮的娜塔莎與梅森匯合，梅森給她一架昆式戰機。娜塔莎駕駛飛機前去浮島監獄救出其他被囚禁的復仇者。 
2024年，娜塔莎死後，葉蓮娜去給娜塔莎掃墓，遇到女伯爵瓦倫緹娜·艾蕾格拉·德芳亭。瓦倫緹娜安排了一個任務給她：殺死要對娜塔莎的死「負責」的人——克林特·巴頓。

## 演員

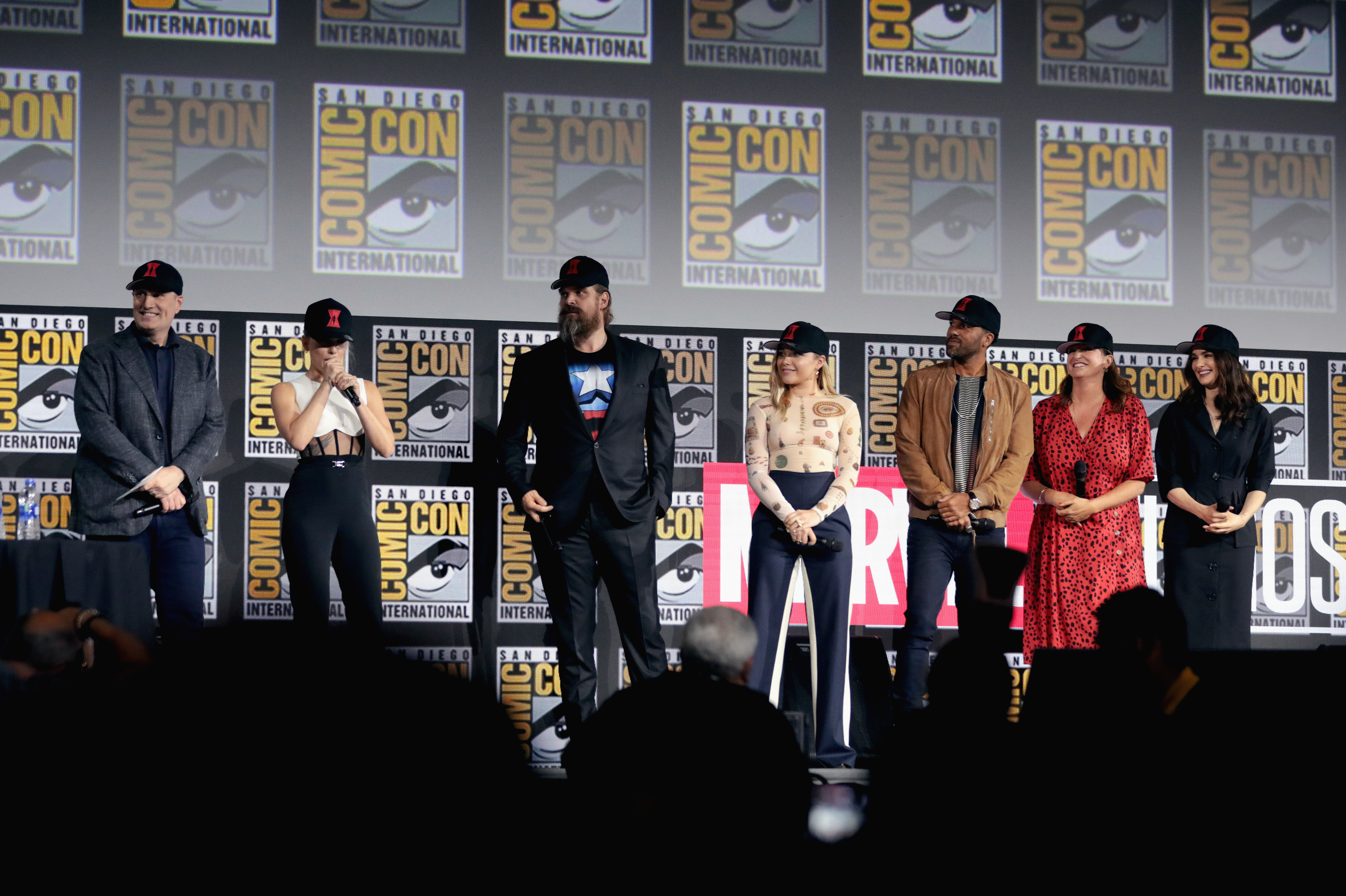
左起，影片的製片人凱文·費吉、主演史嘉蕾·喬韓森、大衛·哈伯、佛蘿倫絲·普伊、O·T·費本勒和導演凱特·蕭蘭以及主演瑞秋·懷茲在2019年聖地牙哥國際漫畫展

| 演員                   | 角色                          | 備註 |
| ---------------------- | ----------------------------- | --- |
| 史嘉蕾·喬韓森          | 娜塔莎·羅曼諾夫／黑寡婦       | 復仇者聯盟的成員，曾是一名久經訓練的克格勃間諜，後被「鷹眼」克林特·巴頓招募為神盾局特工。現因被政府通緝而逃亡中。史嘉蕾·喬韓森同時是本片的執行監製。                                                                  |
| 艾薇·安德森            | 娜塔莎·羅曼諾夫／黑寡婦       | 少女時期的娜塔莎。 |
| 佛蘿倫絲·普伊          | 葉蓮娜·貝洛娃／黑寡婦         | 娜塔莎曾經的同事，娜塔莎的義妹，兩人均曾在蘇聯紅室的訓練基地受訓，成為间谍特工。2020年7月，導演凱特·蕭蘭透露影片中葉蓮娜將接替娜塔莎成為新一代「黑寡婦」。                                                            |
| 薇樂·麥格勞            | 葉蓮娜·貝洛娃／黑寡婦         | 少女時期的葉蓮娜。 |
| 大衛·哈伯              | 亞歷山·索斯達哥夫／紅色守衛者 | 一名類似於美國隊長的蘇聯超級士兵，與梅麗娜於美國出任務時扮演娜塔莎和葉蓮娜的父親。 |
| O·T·費本勒             | 瑞克·梅森                     | 娜塔莎擔當神盾局特工期間的盟友，對娜塔莎有好感，暗中幫助娜塔莎。 |
| 歐嘉·柯瑞蘭寇          | 安東妮雅·德雷科夫／模仿大師   | 德雷科夫的女兒。她執行紅室派出的任務:4，可以將親眼看過的戰鬥技巧完美複製下來並親身使用。曾使用包括「黑豹」帝查拉、「美國隊長」史提芬·羅傑斯、「酷寒戰士」巴奇·巴恩斯和「蜘蛛人」彼得·帕克等復仇者聯盟成員的戰鬥技巧。 |
| 萊恩·基耶拉·阿姆斯特朗 | 安東妮雅·德雷科夫／模仿大師   | 少女時期的安東妮雅。 |
| 威廉·赫特              | 撒迪厄斯·羅斯                 | 美國國務卿，前美國陸軍上將，現在負責監控復仇者聯盟的成員。 |
| 雷·溫斯頓              | 德雷科夫將軍                  | 紅室的負責人:9。在2012年電影《復仇者聯盟》中曾被洛基提及，洛基亦暗示過娜塔莎曾經為德雷科夫做事。 |
| 瑞秋·懷茲              | 梅麗娜·沃斯塔科夫／黑寡婦     | 由紅室訓練出的經驗豐富的間諜，深入參與相關的科學實驗，紅室的首席科學家之一:4。與亞歷山於美國出任務時扮演娜塔莎和葉蓮娜的母親。                                                                                        |

此外，米歇爾·李出演岳珊娜（Oksana），她是與梅麗娜同期的紅室間諜。娜娜·布朗德爾出演紅室訓練出的間諜英格麗（Ingrid），她是葉蓮娜曾經的拍檔。利亞尼·塞繆爾（Liani Samuel）出演紅室訓練出的間諜萊拉托（Lerato）。徐慧慧出演紅室訓練出的間諜海倫（Helen）。奧利維爾·里希特斯出演監獄囚犯熊沙。茱莉·路易絲-卓佛以未署名的形式於片尾彩蛋中登場客串回歸出演瓦倫緹娜·艾蕾格拉·德芳亭。該角色原計劃在本片中首次出現於漫威電影宇宙，但因應2019冠狀病毒病疫情，漫威電影宇宙第四階段的影視項目上映或播出時間以及順序幾經調整，該角色因此首次出現於2021年Disney+影集《獵鷹與酷寒戰士》的第五集〈真相〉之中。傑瑞米·雷納以未署名的形式客串聲演「鷹眼」克林特·巴頓，同時在片尾彩蛋中以照片形式出現於影片之中。

## 製作

### 開發

官方標誌（LOGO）

2004年2月，獅門娛樂取得黑寡婦的電影改編權。同年4月，獅門宣布聘請大衛·海特為影片撰寫劇本並擔任導演，與阿維·阿拉德共同擔當製片人。2006年6月，獅門決定放棄這個項目，電影改編權重回漫威影業。海特和漫威曾嘗試與其他影視資本協商，希望繼續開發這一項目。海特之後表示：「我們沒有找到一個合適的電影製片廠商願意來製作這部影片，這個角色。」這段經歷讓海特「很傷心」，他希望「終有一天」可以繼續製作這部影片。
2009年2月，漫威影業與艾蜜莉·布朗接觸，希望她能夠在《鋼鐵人2》中飾演黑寡婦，但因與其參演的電影《小人國大歷險》的檔期衝突未果。3月，漫威與史嘉蕾·喬韓森簽訂了合約，後者將在多部電影中出演黑寡婦一角。2010年9月，在《鋼鐵人2》的影碟推廣發行會上，漫威影業總裁凱文·費吉表示已與喬韓森討論過以黑寡婦為主角的獨立電影，但當時漫威的重點放在將於2012年電影《復仇者聯盟》上，喬韓森所飾演的黑寡婦亦出現在電影中。此外，她還出演了2014年電影《美國隊長2：酷寒戰士》、2015年電影《復仇者聯盟2：奧創紀元》、2016年電影《美國隊長3：英雄內戰》、2018年電影《復仇者聯盟3：無限之戰》以及2019年電影《驚奇隊長》和《復仇者聯盟4：終局之戰》。在《復仇者聯盟2：奧創紀元》上映之後，喬韓森透露觀眾對她的「巨大迴響」超出了漫威的預期，關於黑寡婦的電影根據「角色需求」對當初簽約時的計劃做了調整。
2014年2月，費吉表示在《復仇者聯盟2：奧創紀元》中探索黑寡婦的過去之後，他希望在獨立電影中對此角色作進一步的挖掘，漫威已經為影片進行初步開發工作，包括妮可·帕爾曼對此所進行的「非常深入」的處理。妮可·帕爾曼此前曾為《驚奇隊長》和2014年電影《星際異攻隊》撰寫劇本。4月，喬韓森表示有興趣主演關於黑寡婦的電影，並指出影片是否能夠開發取決於觀眾需求。7月，海特表示有意重新加入這個項目。8月，導演尼爾·馬歇爾表示他「十分樂意執導關於黑寡婦的電影」，並補充說，「沒有（賦予）任何超能力的主角設定很有趣，她只有高超的格鬥技巧。另外，她的前克格勃特工身份亦非常有魅力。」2015年4月，喬韓森透露了製作關於黑寡婦電影的更多可能性，有潛力去探索迄今為止她在不同電影中所表現出的不同「層次」，她同時指出：「當前我認為這個角色在漫威電影宇宙中得到了很好的利用。」

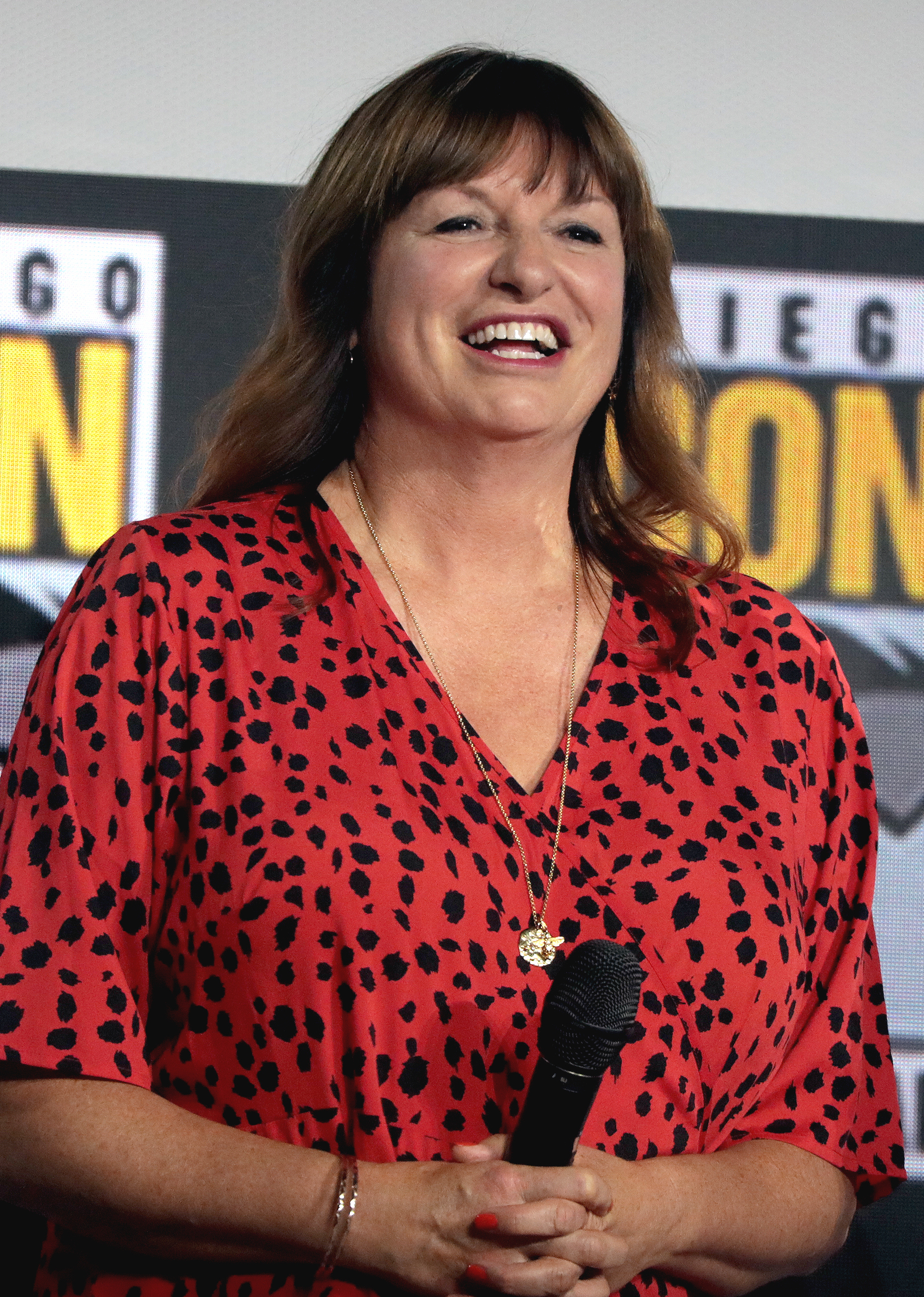
導演凱特·蕭蘭

2016年4月，在宣傳《美國隊長3：英雄內戰》時，費吉表示由於當前已經計劃好多部其他影片，關於黑寡婦的電影製作還將要等待四至五年。5月，費吉補充說漫威將致力於在「創造性和情感上」創作關於黑寡婦的獨立電影。7月，《復仇者聯盟》和《復仇者聯盟2：奧創紀元》導演喬斯·溫登表示他願意執導關於黑寡婦的電影，並希望製作成一部「偏執的間諜驚悚片，類似於約翰·勒卡雷的小說。」2016年10月，喬韓森表示這部影片可能會製作成前傳：「可以將故事背景設定在俄羅斯，或者探討寡婦計劃，有著多種類型供選。」並提醒說自己不想再長時間「身著緊身衣褲」了。
2017年2月，喬韓森表示將竭盡全力保證關於黑寡婦的電影「令人驚歎。它將採用所能達到的最好劇本，否則將不會啟動製作……（它）必須具有獨特的風格和故事。」隨著前期開發工作的完成，以及觀眾對黑寡婦電影的期待，漫威最終決定「推進該項目的最佳時機」是在2020年漫威電影宇宙「新階段」的開始時期。2017年10月，在漫威確定項目的編劇群之前，費吉與喬韓森以及潔克·薛佛討論了影片的製作方向。隨著#MeToo運動的興起，喬韓森希望影片能夠「呼應這場女性支持女性的運動」。潔克·薛佛是2019年上映的電影《驚奇隊長》的聯合編劇之一，並擔當在Disney+播出的電視劇《汪達幻視》的節目統籌兼編劇。12月，漫威正式聘請潔克·薛佛為影片撰寫劇本。
2018年2月初，薛佛與喬韓森繼續討論了影片的製作方向。漫威順應當前主要的電影製片廠商陸續優先啟用女性導演的大趨勢，開始為影片尋找女性導演。至4月底，漫威共接觸了65位導演，包括丹妮茲·蓋姆澤·厄古文、後來確認執導2021年電影《永恆族》的趙婷以及艾瑪·阿桑特。接下來的幾個月，這份導演名單的長度被縮短為49位。6月，費吉和喬韓森最終決定從凱特·蕭蘭、艾瑪·阿桑特以及瑪姬·貝茨三位中選擇合適導演執導影片。此外，梅蘭妮·蘿倫、金伯利·皮爾斯和琳·謝爾頓亦在最終名單的後補之列。露柯希亞·馬泰此前亦曾與漫威接觸，她希望能夠改變影片中的視覺效果和原聲音樂。漫威告知她「不必擔心動作場面」後，她選擇退出製作。凱特·蕭蘭得到了喬韓森的支持，後者喜歡她所執導的2012年影片《純真消逝的年代》。7月，蕭蘭正式確認執導關於黑寡婦的電影。喬韓森透露在拍攝《復仇者聯盟3：無限之戰》期間，《黑寡婦》電影的製作開始變得「更加真實」。當時她已經知道黑寡婦會在《復仇者聯盟4：終局之戰》中死亡，這有助於確立電影《黑寡婦》中故事發生的時間節點，同時電影的籌拍過程不會有「緊迫感」。
2018年10月，《好萊塢報導》稱喬韓森將從本片中獲取1500萬美元的片酬，遠高於她在電影《復仇者聯盟》中得到的「7位數片酬」，與克里斯·伊凡和克里斯·漢斯沃分別在電影《美國隊長3：英雄內戰》、《雷神索爾3：諸神黃昏》、《復仇者聯盟3：無限之戰》和《復仇者聯盟4：終局之戰》中收到的片酬相同。儘管該報導稱已經經過「多個資訊來源」證實，但漫威影業對這些數字的準確性提出質疑，同時聲稱「從不公開披露片酬或交易條款」。2019年4月，《好萊塢報導》更新消息稱喬韓森將同時擔當影片執行製片人，獲得薪酬總計達2000萬美元。

### 前期製作
2019年2月，漫威聘請內德·本森改寫劇本。3月，凱文·費吉否認此前的傳言，表示不考慮將影片製作成為限制級。佛蘿倫絲·普伊與漫威進入最終談判階段，有望出演一名和「黑寡婦」娜塔莎「道德對立」的間諜。佛蘿倫絲·普伊是可能參演的候選名單中的一員，其餘人選包括艾瑪·沃特森、瑟夏·羅南、台灣影星昆、愛麗絲·恩格勒特以及以色列演員兼模特兒達爾·佐夫茨基等。自2018年後期開始佛蘿倫絲·普伊就成為該角色的熱門候選演員，但是漫威希望在2019年初繼續考量其他演員。在佛蘿倫絲·普伊主演的喜劇電影《我和我的摔跤家庭》大受好評之後，漫威確定聘請她出演影片。4月，報導稱佛蘿倫絲·普伊、大衛·哈伯、瑞秋·懷茲和O·T·費本勒確認出演影片。凱文·費吉將影片比作《絕命毒師》的前傳電視劇《絕命律師》，因為「這是關於幾乎完全獨立的前傳故事的一個完美前例，影片會展現很多此前未曾透露的情節。」
《黑寡婦》的故事時間設定於《美國隊長3：英雄內戰》之後。喬韓森不想製作一部真正的黑寡婦起源電影，她和凱文·費吉均認為英雄內戰之後是「最佳的時間節點」。它給出更多的可能性去探索黑寡婦首次不受任何組織約束的獨立冒險行動。

### 拍攝

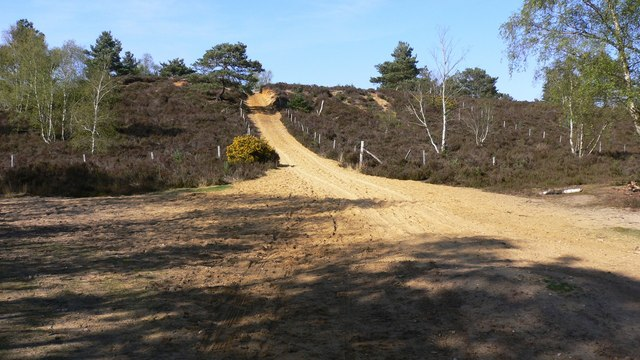
英格蘭薩里郡的Hankley Common自然保護區被佈置成俄羅斯農莊

影片的主體拍攝原計劃於2019年6月3日在英國開機，原計劃9月完成拍攝。2019年5月28日，據挪威當地報紙報導稱，史嘉蕾·喬韓森於當日出現在島上。另一家報紙證實了這一消息，並報導影片的工作標題為的「藍色海灣」（Blue Bayou），形式為英語轉寫成俄語字體的偽西里爾字母。29日起，影片於挪威默勒-魯姆斯達爾郡厄什塔塞伯村、翁達爾斯內斯等多地拍攝。6月，劇組移至英國白金漢郡艾佛希斯的松林製片廠和匈牙利布達佩斯繼續拍攝，片場照顯示佛蘿倫絲·普伊可能出演黑寡婦娜塔莎·羅曼諾娃的繼任者葉蓮娜·貝洛娃。同月，雷·溫斯頓加入劇組。7月，劇組返回倫敦拍攝，並在薩里郡的Hankley Common自然保護區取景拍攝，片場被佈置成俄羅斯農莊，並有直升機失事殘骸、掩體以及被毀建築物等佈景。
2019年7月20日，漫威在聖地牙哥國際漫畫展上公佈影片將於2020年5月1日在美國上映，同時正式確認選角，大衛·哈伯出演「紅色守衛者」亞歷山·索斯達哥夫，佛蘿倫絲·普伊出演「黑寡婦」葉蓮娜·貝洛娃，O·T·費本勒出演瑞克·梅森，瑞秋·懷茲出演「黑寡婦」梅麗娜。8月，荷蘭健美選手奧利維爾·里希特斯確定加入劇組。9月13日，《好萊塢新聞前線》報導稱小勞勃·道尼將在影片中客串出演「鋼鐵人」東尼·史塔克。小勞勃·道尼最終未參演《黑寡婦》。導演凱特·蕭蘭稱不考慮讓東尼·史塔克或者其他的超級英雄出現於影片之中，「我們希望打造娜塔莎·羅曼諾夫的獨立電影，不想留下她仍需要支援的感覺。」
2019年9月25日，大衛·哈伯透露自己的戲份已經殺青。9月底，劇組舉行了殺青派對。10月初，製作團隊移至喬治亞州梅肯進行後續拍攝，這裡的片場被佈置成紐約州首府奧爾巴尼。影片還在美國喬治亞州的亞特蘭大和羅馬、匈牙利的布達佩斯以及摩洛哥取景拍攝。10月1日，報導稱威廉·赫特將參演影片，再次出演漫威電影宇宙中的角色撒迪厄斯·羅斯。電影於10月6日正式殺青，拍攝時長共計87天:3。
拍攝連續動作鏡頭時，導演凱特·蕭蘭表示部分借鑒了2010年動畫電影《馴龍高手》，「使場景中既富有情感，同時保證是由於故事驅動而自然產生的:63」。蕭蘭拍攝時還參考了2007年電影《險路勿近》、1991年電影《末路狂花》和2014年電影《美國隊長2：酷寒戰士》以及涉及軍隊和民兵的電影，幫助塑造「黑寡婦」的形象。

### 後期製作
2020年1月，在先行預告短片中揭示艾瑞克·皮爾森署名為編劇，潔克·薛佛和內德·本森為故事創作。網站編輯傑夫·斯奈德（Jeff Sneider）指出該預告短片片尾未出現攝影指導。此前的報導中，羅布·哈迪為攝影指導，但是他在影片開拍前離開了劇組。他的職位由加布里埃爾·貝里斯坦接任。傑夫·斯奈德認為原因可能來自雙方合約造成的障礙，在此後的宣傳和成片中加布里埃爾·貝里斯坦的職位為攝影指導。影片宣傳冊中確認貝里斯坦擔當攝影指導:3。他此前曾參與製作漫威短片中的《47號物品》（2012年）和《卡特探員》（2013年）以及電視劇《卡特探員》:3。3月9日，漫威在釋出最終預告片的同時，公佈影片的正式宣傳海報，加布里埃爾·貝里斯坦確定為攝影指導，馬修·施密特和利·佛森·博伊德（Leigh Folsom Boyd）為後期剪輯師:3。3月中旬，受2019冠狀病毒病疫情影響，漫威宣布影片推遲上映。9月，迪士尼宣布影片將於2021年5月7日上映。2021年3月，影片在美國的上映時間第三次被推遲至2021年7月9日。
2021年4月，茱莉·路易絲-卓佛飾演瓦倫緹娜·艾蕾格拉·德芳亭在Disney+影集《獵鷹與酷寒戰士》的第五集〈真相〉中登場之後，《浮華世界》的喬安娜·羅賓遜（Joanna Robinson）報道稱，該角色原計劃在電影《黑寡婦》中首次出現於漫威電影宇宙，因應2019冠狀病毒病疫情，漫威電影宇宙第四階段的影視項目上映或播出時間以及順序幾經調整，導致她於《獵鷹與酷寒戰士》中提前出場。羅賓遜稱不確定瓦倫緹娜·艾蕾格拉·德芳亭是否仍然會出現於電影《黑寡婦》之中，她猜測該角色是另一支超級英雄團隊雷霆特攻隊的招募者，類似於在2008年電影《鋼鐵人》的片尾彩蛋中登場的尼克·福瑞，他是復仇者團隊的招募者。阿萊格拉·德·封丹出現於《黑寡婦》的片尾彩蛋之中，凱文·費吉隨後證實這一幕原計劃在《獵鷹與酷寒戰士》播出之前上映。5月，導演凱特·蕭蘭稱影片的後期製作已經於去年完成，儘管電影推遲上映，此後沒有對電影進行任何修改。

## 音樂
2020年1月，亞歷山大·戴斯培確認將為影片作曲。3月，洛恩·巴爾夫亦參與影片的配樂工作。5月，亞歷山大·戴斯培透露洛恩·巴爾夫接替他為影片作曲。演唱的歌曲作為背景音樂出現於開幕片頭場景之中。唐·麥克林演唱的歌曲〈美國派〉和希雅演唱的歌曲出現於影片之中。電影的音樂原聲帶於2021年7月9日由漫威音樂和好萊塢唱片聯合發行。

## 市場營銷
2019年7月20日，製片人凱文·費吉、導演凱特·蕭蘭以及主演在聖地牙哥國際漫畫展上宣傳影片，並公佈了一段第一個月的製作宣傳短片。12月3日，漫威釋出前導預告片。多名影評家均表示影片這部電影備受影迷期待，預告片中凸顯了間諜驚悚的基調。《富比士》雜誌編輯史考特·門德爾森（Scott Mendelson）將預告片與同類間諜電影《極凍之城》（2017年）、《紅雀》（2018年）和《安娜》（2019年）進行了對比，認為觀眾較為熟知的主角為影片帶來不少商業優勢；類似於超級英雄電影《雷神索爾》（2011年），影片強化了其中的家庭通俗劇元素。《好萊塢報導》的編輯理查德·紐比（Richard Newby）認為導演凱特·蕭蘭的鏡頭構圖和攝影佈局與強·法夫洛、喬斯·溫登和羅素兄弟的幾部前作存在顯著不同。
2020年3月9日，漫威釋出最終預告片。史考特·門德爾森表示由於出現多名黑寡婦角色，「相較於首支先行預告短片，最終預告片有顯著提升，劇情將圍繞「黑寡婦」娜塔莎·羅曼諾夫成長過程中的三個不同階段（訓練成長的少女時期、被洗腦成為間諜殺手以及復仇者聯盟一員）交織展開」。迪士尼市場部門總裁阿薩德·阿亞茲（Asad Ayaz）表示，在《黑寡婦》的原定的2020年5月上映檔期被推遲後，營銷團隊暫停了該電影的宣傳活動。電影於2021年上映的新檔期公布之後，營銷團隊推出黑寡婦的新白色戰服海報。
2021年4月3日，漫威再次釋出預告片。的奧斯汀·高斯林（Austen Goslin）認為這是在影片於2021年7月上映前新的「最終預告片」，其中僅出現數個新場景和畫面。的傑曼·路西爾（Germain Lussier）稱讚了短片中《復仇者聯盟》主題曲的使用，同時認為相比於2020年3月釋出的預告片，新預告片「更具史詩感」。在釋出後的24小時內，預告片的觀看次數達到7000萬次。
2021年7月5日，播出以史嘉蕾·喬韓森的替身海蒂·莫尼梅克（Heidi Moneymaker）為主角的半小時紀錄片《莫尼梅克：黑寡婦的幕後故事》（Moneymaker: Behind the Black Widow）。紀錄片由馬丁·科達巴克西安（Martin Khodabakhshian）執導，史嘉蕾·喬韓森擔當旁白。《漫威影業：傳奇角色》的其中一集以黑寡婦為主題，於2021年7月7日播出。

## 衍生產品
2020年9月，漫威影業聯合美泰兒公司製作兩款不同造型的「黑寡婦」娜塔莎·羅曼諾夫芭比娃娃，當月起開始發售。

## 發行

### 影院
《黑寡婦》於2021年6月29日在倫敦、洛杉磯、墨爾本和紐約舉行首映禮，於2021年7月3日在陶爾米納電影節上映。《黑寡婦》於2021年7月9日在美國影院上映。《黑寡婦》於2021年7月7日在香港夜場首映，於2021年7月14日在台灣夜場首映。影院上映時包括杜比影院、RealD 戲院和IMAX版本。在IMAX版本中，有將近22分鐘的鏡頭以擴大的纵横比呈現。《黑寡婦》為漫威電影宇宙第四階段的首部電影。
2019年7月20日，漫威在聖地牙哥國際漫畫展上公佈《黑寡婦》原計劃將於2020年5月1日在美國上映。12月3日，漫威釋出前導預告片。同日，漫威在前導預告片中宣布電影原計劃將於2020年4月在香港和台灣上映。受到2019冠狀病毒病疫情的影響，亞洲、歐洲等多個國家和地區自2020年1月起陸續關停電影院，諸多大製作影片宣布改檔，如電影《007：生死交戰》延期至2020年11月12日在英國上映。《好萊塢新聞前線》報導稱漫威有意將《黑寡婦》上映日期調整至《永恆族》的檔期11月份，後者順延至2021年。但是影片發行公司迪士尼於3月4日否認了該消息，表示《黑寡婦》依舊定於原檔期5月上映。3月17日，迪士尼宣布受疫情影響，電影延期上映。4月，漫威宣布美國新上映日期定於2020年11月6日（原《永恆族》預訂檔期）。5月，漫威宣布影片原計劃於10月30日在台灣上映。
2020年8月4日，華特迪士尼公司宣布電影《花木兰》從北美和部分已有Disney+服務的地區院線撤檔，於2020年9月4日上架串流媒體平台Disney+。迪士尼執行長鮑伯·查佩克稱這種模式是一次性的，迪士尼當前未對電影《黑寡婦》作出類似考量。但是網站記者朱莉婭·亞歷山大（Julia Alexander）援引Disney+的內部消息稱：「我們已經做了足量工作，這種模式不是一次性的。」9月，由於紐約、洛杉磯和舊金山等多地影院仍未開放，原定10月上映的華納兄弟電影《神力女超人1984》再次改檔至聖誕節上映。《好萊塢新聞前線》記者安東尼·達歷山德羅（Anthony D'Alessandro）稱，受此多重因素影響，《黑寡婦》可能再次推遲上映日期。《綜藝》雜誌在稍後的報導中給出類似的消息，稱迪士尼可能會將這部影片改檔。2020年9月23日，漫威宣布《黑寡婦》推遲至2021年5月7日上映，漫威電影宇宙第四階段電影《尚氣與十環傳奇》和《永恆族》相應地推遲檔期。《黑寡婦》原計劃於2021年4月29日在香港上映。
2021年1月，《綜藝》稱如果美國國內的疫情狀況在接下來的幾個月內未能改善，電影可能繼續推遲上映日期。此外，類似於2021年電影《尋龍使者：拉雅》，迪士尼考慮在院線和串流媒體平台Disney+同期發行《黑寡婦》。同月，凱文·費吉表示《黑寡婦》仍然計劃於影院上映。月底，《好萊塢報導》稱內部消息透露，當前漫威沒有計劃將影片轉移至Disney+播出。2021年2月初，在投資者電話會議中，迪士尼執行長鮑伯·查佩克重申《黑寡婦》仍計劃僅於影院上映，他表示需要等到諸如紐約、洛杉磯等大城市的電影院重啟營業之後上映，以滿足消費者再次進入影院的需求。《綜藝》雜誌稱，凱文·費吉同樣反對（影院+串流媒體的）混合發行方式。2月底，業內人士認為如果影片繼續推遲上映，首映日期將會調整至2021年7月9日（《尚氣與十環傳奇》當時的預訂檔期）。2021年3月初，鮑伯·查佩克在迪士尼年度股東大會上表示，在凱文·費吉的堅決要求下，《黑寡婦》仍定於5月7日在美國院線上映。《好萊塢新聞前線》稱影院業內人士認為這部影片仍有可能延遲發行或者同期在Disney+發行，還有可能在上架Disney+之前，短暫在院線上映。
2021年3月23日，迪士尼正式宣布影片在美國影院的首映時間再度推遲至2021年7月9日，同時在串流媒體平台Disney+通過Disney+首映許可證的形式與影院同期上線。的查姆·加滕伯格（Chaim Gartenberg）分析稱迪士尼不得不盡快上映影片，從而採取與串流媒體平台同期上映的折中方式。這是因為迪士尼無法延遲推出漫威電影宇宙第四階段的電視劇。漫威電影宇宙電視劇是吸引更多觀眾訂閱Disney+的最佳原創內容。《汪達幻視》於2021年1月開播之後，由於電影與電視劇在故事內容上緊密相連，系列電影能夠繼續推遲的時間窗越來越小。例如，電視劇《鷹眼》計劃於2021年後期首播，為避免劇透，《黑寡婦》必須在此之前上映。加滕伯格稱這種混合發行方式雖然造成潛在的經濟損失，可能會帶來長期收益，觀看《黑寡婦》的影迷可能會繼續觀看Disney+推出的漫威系列電視劇。《黑寡婦》於2021年6月21日在香港率先預售，於2021年7月7日在香港夜場首映。
2021年5月，《黑寡婦》原計劃於2021年7月7日在台灣夜場首映。因應2019冠狀病毒病疫情，台灣自2021年5月中旬以來啟動全台三級警戒的管制措施。6月7日，全台三級警戒确定延長至6月28日。截止至2021年6月中旬，《黑寡婦》仍定於2021年7月7日在台灣上映。發行商稱一切還是遵照疫情指揮中心的指示，仍需等到三級警戒解除之後方能確定是否能夠如期上映。6月23日，全台防疫三級警戒确定延長至7月12日。原本預計7月7日在台上映的《黑寡婦》，宣布再度延期，預計於2021年7月14日上映。7月8日，全台防疫三級警戒确定延長至7月26日，7月12日之後微解封，《黑寡婦》確定於2021年7月14日在台灣上映。
因應2021年4月開始出現的第二波2019冠狀病毒病印度疫情，《黑寡婦》在印度和多數東南亞國家推遲影院上映。《黑寡婦》原計劃於2021年7月在中國大陸影院上映。截止至2021年9月底，影片仍未在中國大陸影院上映。

### 訴訟
2021年7月29日，斯嘉丽·约翰逊向洛杉矶高等法院提起对迪士尼的诉讼，称迪士尼将其主演的《黑寡妇》一片在Disney+流媒体付费点播，违反双方合同。约翰逊表示，其与迪士尼旗下漫威影业签下的合同标明本片为仅限院线上映，她的薪水和票房分红挂钩。但迪士尼在没有任何正当理由的情况下，故意诱导漫威违反协议，以此阻碍约翰逊在与漫威的交易中得到的好处。迪士尼对此回应表示，这项诉讼“毫无意义，且特别令人难过痛心。因为这无视了疫情的可怕和对全球的长期影响。”“她迄今已获得2000万美元，而《黑寡妇》在Disney+的发行大大增加了其额外报酬。”
漫威影业总裁兼本片制片人凱文·費吉一直支持该片仅限院线上映，认为迪士尼没有让约翰逊获得其应有的回报。他对迪士尼的回应表示“愤怒与难堪”，并尝试跟迪士尼沟通与约翰逊达成和解。此外，主演艾玛·斯通与《丛林奇航》主演艾米莉·布朗特也有意考虑就上述两部电影在Disney+与院线同步上映一事，对迪士尼采取法律行动。

### 家庭媒體
《黑寡婦》於2021年7月9日在串流媒體平台Disney+通過Disney+首映許可證的形式與影院同期上線，觀眾需額外付費29.99美元。2021年10月6日起，Disney+訂閱用戶可以不需額外付費在該平台觀看《黑寡婦》。華特迪士尼家庭娛樂公司於2021年8月10日起在美國數位發行電影《黑寡婦》，2021年9月14日開始發售電影的超高清藍光光碟、藍光光碟和DVD光碟。

## 迴響

### 票房
2020年3月，在原計劃的上映日期之前，稱《黑寡婦》美國首週末開畫票房預計落在9000萬至1.3億美元之間。2021年1月，《綜藝》認為如果《黑寡婦》最終未能在美國國內院線上映，很難實現盈利。2021年6月，在《黑寡婦》上映之前，稱影片的美國首週末開畫票房預計落在6500萬至9000萬美元之間，美國國內總票房預計落在1.55億至2.25億美元之間。7月，由於《黑寡婦》獲得良好的預售票房以及多數影評人的好評，稱影片的美國首週末開畫票房預計提升至8000萬至1.1億美元之間，美國國內總票房預計落在2.05億至3.1億美元之間。其他的媒體稱影片的美國首週末開畫票房預計落在8000萬至9000萬美元之間，其他地區的首週末開畫票房預計為5000萬美元，《黑寡婦》的全球首週末開畫票房預計為1.4億美元。迪士尼預計影片的美國首週末開畫票房為7500萬美元。稱《黑寡婦》是預售票房最高的2021年電影，預售票房已經超過2016年電影《奇異博士》和2017年電影《蜘蛛人：返校日》。
《黑寡婦》在美國上映首日獲得票房為3950萬美元，其中包括週四夜場的1320萬美元，成為自2019冠狀病毒病疫情以來美國週四夜場和上映首日的票房最高電影。《黑寡婦》首週末全球開畫票房為1.588億美元，8000萬美元的美國國內票房與7880萬美元的海外票房，若包括6000萬美元的Disney+額外付費收入，首週末全球開畫收入為2.188億美元。《黑寡婦》首週末8000萬美元的美國國內票房超過《玩命關頭9》的7000萬美元，創下2019冠狀病毒病疫情後美國國內開畫最高票房紀錄。迪士尼表示若加上Disney+額外付費收入，《黑寡婦》成為疫情以來首部首週末美國國內收入超過1億美元的電影，位列漫威電影宇宙電影的首週末開畫收入排行榜的第三位，僅次於2.02億美元的《黑豹》和1.534億美元的《驚奇隊長》。
《黑寡婦》在美國海外上映首日獲得票房為2240萬美元，其中韓國（330萬美元）、英國（310萬美元）、法國（290萬美元）、澳大利亞（170萬美元）和意大利（120萬美元）。《黑寡婦》在奧地利、捷克共和國、卡塔爾和斯洛伐克獲得疫情以來最高的首日票房，在沙烏地阿拉伯成為最高首日開畫票房的迪士尼電影。《黑寡婦》首週末海外開畫票房為7880萬美元，其中歐洲市場為4200萬美元。
| 上一届： 《盛夏友晴天》 | 2021年香港一週票房冠軍 第27-28週 | 下一届： 《波士BB 2細祖》      |
| 上一届： 《玩命關頭9》  | 2021年美國週末票房冠軍 第28週    | 下一届： 《怪物奇兵 全新世代》 |
| 上一届： 不適用         | 2021年台北週末票房冠軍 第29-30週 | 下一届： 《叢林奇航》          |

### 評價
《黑寡婦》收到多數影評人的好評。根据評論匯總网站爛番茄汇总的462篇评论文章，79%的评论家给予该作正面评价，使之獲得「認證新鮮」標識，平均打分为6.9分（满分10分）。该网站总结的评论家共识是“《黑寡婦》中的動作場面掩蓋了所要探討的更深層次的主題，藉助於出色的配角表演，它仍是一部紮實有趣的獨立冒險影片”。在Metacritic上，58位影評人共給予了68分的分數（滿分100分），這部電影獲得了「普遍好評」。根據美國電影市場調查機構影院評分的調查，受訪觀眾給予《黑寡婦》的平均成績於A+至F之間落於「A-」。
《綜藝》的歐文·格萊伯曼起初擔心電影只會展現「身著緊身衣褲的喬韓森在兩個小時內的打鬥場景，穿插使用折刀的標誌動作。」他在觀影之後認為這部電影更加有趣並且引人入勝，兼有給普通觀眾帶來「值回票價感覺」的動感打鬥場面。的布賴恩·塔勒里科（Brian Tallerico）稱讚佛蘿倫絲·普伊的表演，她找到了力量和柔弱之間恰到好處的平衡點，是這部電影的MVP。《好萊塢報導》的大衛·魯尼（David Rooney）稱《黑寡婦》為「非常刺激的間諜驚悚片」，「有別於超級英雄電影套路」，同時稱讚了配角的表演。

### 獎項
| 獎項     | 日期          | 類別                             | 入圍者 | 結果 | 來源    |
| -------- | ------------- | -------------------------------- | ------ | ---- | ------- |
| 金預告獎 | 2021年7月22日 | 最佳奇幻冒險                     |        | 獲獎 | [ 219 ] |
| 金預告獎 | 2021年7月22日 | 2021年夏季最佳大片預告片         |        | 提名 | [ 219 ] |
| 金預告獎 | 2021年7月22日 | 最佳夏季大片電視廣告（劇情長片） |        | 獲獎 | [ 219 ] |
| 金預告獎 | 2021年7月22日 | 最佳前導海報                     |        | 提名 | [ 219 ] |

## 相關媒體

### 紀錄片特輯
2021年2月，迪士尼宣布製作紀錄片影集《漫威影業：創作大本營》，包括漫威電影宇宙電影和影集項目的幕後製作花絮，並採訪主要演員和創意團隊。以電影《黑寡婦》為主題的特輯於2021年10月20日在Disney+釋出。

## 未來計劃
佛蘿倫絲·普伊在2021年影集《鷹眼》中繼續出演漫威電影宇宙角色「黑寡婦」葉蓮娜·貝洛娃。2021年6月，導演凱特·蕭蘭在《黑寡婦》上映之前表示有興趣回歸執導續集電影，並稱由於在當前的漫威電影宇宙中，娜塔莎·羅曼諾夫已經死亡，續集可能會選擇其他角色作為主角。瑞秋·懷茲表示「有興趣」繼續參演故事情節以漫畫中的「鐵娘子」梅麗娜·沃斯塔科夫為主要角色的衍生作品。

## 備註
1. ↑  迪士尼稱《黑寡婦》在串流媒體平台Disney+首週末獲得6000萬美元的額外付費收入[6][7]。截止至2021年8月15日，《黑寡婦》通過串流媒體平台和數位下載獲得1.25億美元的額外收入[8]。這些收入未計入票房[6][7][9]。
2. ↑  依照漫威電影宇宙上映次序。
3. ↑  依照漫威電影宇宙中故事發生的時間次序，參見漫威电影宇宙#時間線。
4. 1 2  參見2016年電影《美國隊長3：英雄內戰》。
5. ↑  參見2019年電影《復仇者聯盟：終局之戰》。
6. ↑  後續劇情參見2021年影集《鷹眼》[10]。
7. ↑  該角色在原作漫畫中為男性。
8. ↑  位於臺北市的電影院自2021年5月15日下午四點起因臺北市與新北市升級成第三級防疫警戒而關閉[193][213]，直到7月13日起微解封開放[159]。

## 外部連結
- 官方网站
- 互联网电影数据库（IMDb）上《黑寡婦》的资料（英文）